# مايك راندال
مايك راندال (بالإنجليزية: Mike Randall)‏ هو متزحلق نوردي مزدوج أمريكي، ولد في 27 مارس 1962 في كلوكيه في الولايات المتحدة.

## وصلات خارجية
- مايك راندال على موقع أوليمبيديا (الإنجليزية)